# Michelangelo Antonioni
Michelangelo Antonioni   (Ferrara, 29 de setembre de 1912 - Roma, 30 de juliol de 2007) fou un dels més cèlebres realitzadors de la història del cinema.
Realitzà una catorzena de llargmetratges, des de Cronaca di un amore, de 1950, fins Identificazione di una donna, del 1982. Encara que després va participart en algun altre projecte, i que, segons més d'un crític, va «llogar» el seu nom pel film Destinazione Verna de 1999, es pot ben dir que els darrers vint-i-cinc anys de la seva vida va abandonar del tot el cinema. O, potser el cinema l'havia abandonat a ell.
Premiat a festivals com Cannes, Berlín i Venècia, la seva obra es caracteritza per un estil formal molt singular, lent i elegant. Pel que fa a la temàtica dels seus films destaca de forma recurrent la seva obsessió per la dificultat de comunicació de l'ésser humà («La incapacitat d'expressar sentiments és la tragèdia de l'home modern» Antonioni dixit).
Tot i que les seus primers films són de la dècada del 1950; amb la seva pel·lícula l'avventura (1960) comença el «fenomen antonioni»: geni per uns i farsant per altres (com molt bé deia Carlos Saura).
De la seva filmografia destaca la trilogia de la soledat i la incomunicació (L'avventura, La notte i L'eclisse); la mítica Blow up, que fou la seva primera pel·lícula en anglès (obra de culte); i The passenger (professione: reporter) la seva última gran pel·lícula amb un final tècnicament memorable, i rodada en part a Barcelona i Andalusia.
Fins a la seva mort el 2007, Antonioni era un dels gegants de la cinematografia mundial que romania en vida, juntament amb el suec Ingmar Bergman, el francès Jean-Luc Godard o el portuguès Manoel de Oliveira entre d'altres. És particularment dramàtic, cinematogràficament parlant, que el traspàs d'en Bergman es produís el mateix dia, unes hores abans de la del seu amic, company i col·lega.

## Biografia
Antonioni va néixer a una pròspera família de terratinents a Ferrara, Emília-Romanya. Era fill d'Elisabetta (nascuda Roncagli) i Ismaele Antonioni. El director va explicar al crític de cinema italià Aldo Tassone:
| « | La meva infància va ser feliç. La meva mare... era una dona càlida i intel·ligent que havia treballat de treballadora a la seva joventut. El meu pare també era un bon home. Nascut en una família treballadora, va aconseguir una posició còmoda gràcies a cursos nocturns i treball dur. Els meus pares em van donar carta blanca per fer el que volgués: amb el meu germà, passàvem la major part del temps jugant a l'aire lliure amb els amics. Curiosament, els nostres amics eren invariablement proletaris i pobres. Els pobres encara existien en aquella època, els reconeixies per la seva roba. Però fins i tot en la manera com portaven la roba, hi havia una fantasia, una franquesa que em feia preferir-los als nois de famílies burgeses. Sempre vaig tenir simpatia per les dones joves de famílies treballadores, fins i tot més tard, quan vaig anar a la universitat: eren més autèntiques i espontànies. | » |

De petit, a Antonioni li agradava el dibuix i la música. Violinista precoç, va fer el seu primer concert als nou anys. Tot i que va abandonar el violí amb el descobriment del cinema a l'adolescència, el dibuix seguiria sent una passió per a tota la vida. «Mai he dibuixat, ni tan sols de petit, ni titelles ni siluetes, sinó façanes de cases i portes. Un dels meus jocs preferits consistia a organitzar pobles. Ignorant en arquitectura, construïa edificis i carrers plens de petites figures. Inventava històries per a elles. Aquests esdeveniments de la infància —tenia onze anys— eren com petites pel·lícules». 
Antonioni estudià econòmiques a la Universitat de Bolonya (1931 - 1935), així com crítica de cinema al Centro Sperimentale di Cinematografica de Roma (1940 - 1941). Després de graduar-se en economia a la Universitat de Bolonya, va començar a escriure per al diari de Ferrara Il Corriere Padano el 1935 com a periodista de cinema.
El 1940, Antonioni es va traslladar a Roma, on va treballar per a Cinema, la revista oficial de cinema feixista editada per Vittorio Mussolini. No obstant això, Antonioni va ser acomiadat uns mesos després. Més tard aquell mateix any, es va matricular al Centro Sperimentale di Cinematografia per estudiar tècnica cinematogràfica, però ho va deixar al cap de tres mesos. Posteriorment va ser reclutat a l'exèrcit. Durant la guerra, Antonioni fou condemnat a mort com a membre de la resistència italiana.
El 1942 començà a treballar com a assistent de direcció pel també italià Enrico Fulchignoni a I due Foscari. Entre 1942 i 1952 escrigué guions per grans figures com Roberto Rossellini o Federico Fellini, entre d'altres.
El seu primer llargmetratge, Cronaca di un amore, arribà el 1950. En aquest ja es troben uns quants dels elements definitoris de l'obra d'Antonioni com els plans totalment autònoms i gràficament impressionants en el flux narratiu de la pel·lícula. Així, el director aconsegueix un efecte inquietant en la continuïtat narrativa de l'obra. Aquests plans seguiran desenvolupant-se en les següents pel·lícules entre els 50 i 60. Alguns crítics diferencien aquests dels de les seves últimes obres, on trobem una oposició entre forma i contingut, tècnica i substància. Aquest recurs s'ha vist com una manera d'augmentar el sentiment d'estranyesa en l'espectador.

## Rebuda i llegat
Bordwell explica que Antonioni va ser extremadament influent en les pel·lícules d'art i art: «Més que qualsevol altre director, va animar els cineastes a explorar la narrativa el·líptica i oberta». The Guardian el va descriure com en essència, un director de seqüències extraordinàries i va aconsellar als espectadors que «oblidessin la trama, els personatges o els diàlegs, la seva importància es transmet en termes absolutament formals».
El director de cinema Akira Kurosawa considerava Antonioni un dels cineastes més interessants. Stanley Kubrick va incloure La Notte com una de les seves deu pel·lícules preferides en una enquesta de 1963. Andrei Tarkovski va ser profundament influenciat per Antonioni, especialment pel desenvolupament de la seva pel·lícula Nostalgia. En una entrevista amb Serge Kaganski el 2004, Jean-Luc Godard jutja que Antonioni és el cineasta que més ha influït en el cinema contemporani. Wim Wenders considerava Antonioni com un mestre i tots dos van col·laborar com a directors de la pel·lícula Al di là delle nuvole. Miklós Jancsó considera Antonioni com el seu mestre. El director estatunidenc Martin Scorsese va retre homenatge a Antonioni després de la seva mort el 2007, afirmant que les seves pel·lícules «plantejaven misteris, o més aviat el misteri de qui som, què som, els uns amb els altres, amb nosaltres mateixos, amb el temps. Es podria dir que Antonioni mirava directament els misteris de l'ànima». Els directors estatunidencs Francis Ford Coppola i Brian De Palma van retre homenatge a Antonioni a les seves pròpies pel·lícules.
L'estil minimalista i els personatges sense propòsit d'Antonioni, però, no han rebut elogis universals. Ingmar Bergman va declarar el 2002 que, si bé considerava les pel·lícules d'Antonioni Blowup i La nit com a obres mestres, trobava les altres pel·lícules avorrides i va assenyalar que mai havia entès per què Antonioni tenia tanta estima. Orson Welles va lamentar l'ús del pla llarg per part del director italià: «No m'agrada pensar massa en les coses. És una de les raons per les quals estic tan avorrit d'Antonioni: la creença que, com que un pla és bo, millorarà si el continues mirant. Et dona un pla complet d'algú caminant per un carrer. I penses: 'Bé, no portarà aquella dona tot el camí amunt per aquest carrer'. Però ho fa. I llavors ella marxa i continues mirant el carrer després que se n'hagi anat».
L'actor estatunidenc Peter Weller, a qui Antonioni va dirigir a Al di là delle nuvole, va explicar en una entrevista del 1996: «No hi ha cap director viu, excepte potser Kurosawa, Bergman o Antonioni, pel qual em rendiria i faria qualsevol cosa. Vaig conèixer Antonioni fa tres anys a Taormina, en un festival de cinema. Em vaig presentar i li vaig dir que adorava les seves pel·lícules, les seves contribucions al cinema, perquè va ser el primer que realment va començar a fer pel·lícules sobre la realitat de la vacuïtat entre les persones, la dificultat de travessar aquest espai entre amants en l'actualitat.. i mai et dona una resposta, Antonioni, això és el més bonic».

## Filmografia

### Realitzador
Nota: Antonioni fou el guionista de tots els films que realitzà.

#### Llargmetratges
- 1950: Cronaca di un amore (Crònica de un amor) amb Lucia Bosè i Gino Cervi.
- 1953: La Signora senza camelie (La senyora sense camèlies) amb Lucia Bosè i Gino Cervi.
- 1953: I Vinti (El vençuts).
- 1955: Le Amiche (Les amigues) amb Eleonora Rossi Drago.
- 1957: El crit (El crit) amb Alida Valli.
  - La trilogia:
- 1960: L'avventura amb Monica Vitti i Lea Massari.
- 1961: La notte amb Marcello Mastroianni, Jeanne Moreau i Monica Vitti.
- 1962: L'eclisse amb Alain Delon, Monica Vitti, Francisco Rabal i Louis Seigner.
- 1964: Il Deserto rosso (El desert vermell) amb Monica Vitti i Richard Harris.
- 1966: Blow Up amb Vanessa Redgrave i David Hemmings.
- 1970: Zabriskie Point.
- 1975: Professione: reporter amb Jack Nicholson i Maria Schneider.
- 1980: Il Mistero di Oberwald amb Monica Vitti.
- 1982: Identificazione di una donna amb Marcel Bozzuffi i Enrica Antonioni.
- 1999: Destinazione Verna amb Sophia Loren i Naomi Campbell. (autoria discutible).

#### Curtmetratges
- 1943: Gente del Po.
- 1948: Roma-Montevideo.
- 1948: Oltre l'oblio (Més enllà de l'oblit).
- 1948: Nettezza Urbana (Neteja urbana).
- 1949: L'Amorosa menzogna (La mentida amorosa).
- 1950: La Villa dei Mostri (La vil·la dels monstres).
- 1950: La Funivia del Faloria (El telefèric del Falornia).
- 1989: Kumbha Mela.

#### Documentals
- 1949: Superstizione.
- 1949: Sette canne, un vestito (Set canons, un vestit).
- 1949: Ragazze in bianco (Noies de blanc), llargmetratge.
- 1949: Bomarzo, llargmetratge.
- 1989: 12 registi per 12 città (Dotze realitzadors per dotze ciutats), co-realització sobre el Campionat Mundial de futbol de 1990, segment Roma.
- 1993: Noto, Mandorli, Vulcano, Stromboli, Carnevale (Noto, ametllers, Vulcano, Stromboli, carnestoltes).
- 2004: Lo Sguardo di Michelangelo (L'esguard de Michelangelo).

#### Co-realitzacions
- 1953: L'Amore in città, (L'amor a ciutat) co-realització, segment Tentato suicidio.
- 1965: I Tre volti, co-realització, segment Il provino amb Soraya Esfandiary i Dino de Laurentiis.
- 1995: Al di là delle nuvole, (Més enllà dels núvols), co-realitzat amb Wim Wenders, amb Fanny Ardant, John Malkovich, Sophie Marceau, Vincent Perez, Jean Reno, Marcello Mastroianni i Jeanne Moreau.
- 2004: Eros, co-realització, segment Il Filo pericoloso delle cose.

### Col·laboracions
- 1972: Chung Kuo Cina (Chung Kuo, Xina) (narrador).